# Chomicznik malutki
Chomicznik malutki, chomik Roborowskiego (Phodopus roborovskii) – gatunek ssaka z podrodziny chomików (Cricetinae) w obrębie rodziny chomikowatych (Cricetidae).

## Zasięg występowania
Chomicznik malutki występuje w środkowej Azji zamieszkując w zależności od podgatunku:
- P. roborovskii roborovskii – Rosja (południowa Tuwa), północno-zachodnia i południowa Mongolia oraz Chińska Republika Ludowa (północno-wschodni i południowy Sinciang, Gansu, Qinghai, Mongolia Wewnętrzna, Ningxia, północne Shaanxi, północne Shanxi i północna Hebei).
- P. roborovskii praedilectus – Chińska Republika Ludowa (wschodnia Mongolia Wewnętrzna, północno-zachodni Jilin i północne Liaoning).
- P. roborovskii przewalskii – Kazachstan (wschodnia część Kotliny Zajsańskiej w obwodzie wschodniokazachstańskim) i Chińska Republika Ludowa (północno-zachodni Sinciang).

## Taksonomia
Gatunek po raz pierwszy zgodnie z zasadami nazewnictwa binominalnego opisał w 1903 roku rosyjski zoolog Konstantin Satunin nadając mu nazwę Cricetulus roborovskii. Holotyp pochodził z obszaru górnego biegu rzeki Shargol Dzhin, w Nan Shan, w Qinghai, w Chińskiej Republice Ludowej.
Analiza mtDNA wykazała pozycję bazalną P. roborovskii w Phodopus. W obrębie P. roborovskii istnieją dwa odrębne klady mtDNA: klad główny w większości obszarów zasięgu i klad wschodni w Jilin w Chińskiej Republice Ludowej. Populacje kladu głównego charakteryzują się wysokim wewnątrzgatunkowym polimorfizmem genetycznym przy braku wyraźnej struktury geograficznej. Autorzy Illustrated Checklist of the Mammals of the World rozpoznają trzy podgatunki.

### Etymologia
- Phodopus: gr. φως phos, φωδος phodos „bąbel, pęcherz”[11]; πους pous, ποδος podos stopa[12].
- roborovskii: kpt.[a] Wsiewołod[b][14] Iwanowicz Roborowski (1856–1910), rosyjski podróżnik po różnych częściach Chin i Tybetu[13].
- praedilectus: łac. prae „przed, z przodu”[15]; dilectus „zachwycający, uroczy”, od deligo „cenić, doceniać”[16].
- przewalskii: gen. Nikołaj Michajłowicz Przewalski (1839–1888), rosyjski geograf, przyrodnik, badacz środkowej i wschodniej Azji[17].

## Morfologia
Długość ciała (bez ogona) 77–79 mm, długość ogona 9–11 mm, długość ucha 8–11 mm, długość tylnej stopy 11–12 mm; masa ciała 19–20 g. Najmniejszy przedstawiciel podrodziny chomików. Jego futro ma barwę piaskową z lekko czerwonawym odcieniem w lecie i szarym w zimie. Brak pręgi na grzbiecie i bocznych plam. Łapy ma porośnięte futrem.

## Ekologia
Porusza się jak chomicznik dżungarski, lecz jest bardziej zwinny. Nie kopie rozbudowanego systemu nor. Wygrzebuje wąski otwór w wydmie i tuż za nim wykopuje sobie sypialnię. Ciąża trwa średnio 18 dni, po czym rodzi się średnio 6,3–7,5 młodych.